# Relacions internacionals de São Tomé i Príncipe
Aquest és un article sobre les relacions exteriors de São Tomé i Príncipe, un estat insular de la costa africana. Fins a la seva independència en 1975, São Tomé i Príncipe tenia pocs lligams a l'estranger, excepte aquells que passaven per Portugal. Després de la independència, el nou govern va tractar d'ampliar les seves relacions internacionals. La llengua comuna, la tradició i l'experiència colonial han donat lloc a una estreta col·laboració entre São Tomé i altres excolònies portugueses a Àfrica, en particular Angola. També manté bones relacions amb altres països africans de la regió, com Gabon i la República del Congo. Al desembre de 2000 São Tomé i Príncipe va signar el tractat amb la Unió Africana que va ser ratificat posteriorment per l' Assemblea Nacional.
El govern de São Tomé manté en general una política exterior basada en la no alineació i la cooperació amb qualsevol estat disposat a ajudar en el seu desenvolupament econòmic. En els últims anys ha incrementat els llaços amb els Estats Units i Europa occidental. Manté relacions amb la República de la Xina (Taiwan) en comptes de la República Popular de la Xina.

## Xina
Abans de la independència, la República Popular de la Xina va donar suport al moviment indígena del país per la independència contra l'Imperi Portuguès i la relació va continuar després de la independència. Es van establir relacions diplomàtiques oficials amb la República Popular de la Xina després de la independència el 12 de juliol de 1975. En 1975 i 1983 el primer president del país, Manuel Pinto da Costa, va visitar la República Popular de la Xina. El 6 de maig de 1997 São Tomé i Príncipe van canviar relació diplomàtica de la República Popular a la República de la Xina (ROC). El 15 de novembre de 2013 s'hi va establir una oficina comercial no oficial per facilitar els llaços comercials no oficials amb la República Popular xinesa. Tanmateix el juny de 2014 el President Manuel Pinto da Costa va fer una visita privada a Shanghai en la Xina continental sense caràcter oficial.
São Tomé i Príncipe ha estat parlant a l'Assemblea General de les Nacions Unides per a una participació significativa de la República de la Xina a les organitzacions internacionals. Mentre que d'altra banda, la República de la Xina ha proporcionat diverses ajudes al país per al desenvolupament de la seva infraestructura i sistema social.

## Índia
La República de l'Índia ha gaudit de relacions càlides i amistoses des de la seva (São Tomé i Príncipe) independència en 1975. Carlos Alberto Pires Tiny, aleshores ministre d'Afers Exteriors, cooperació i Comunitats de São Tomé i Príncipe va visitar l'Índia del 29 de novembre al 2 de desembre de 2009. Aquesta visita va ser el primer de la seva classe i l'única visita d'alt nivell cap o des Índia des de la independència de São Tomé i Príncipe el 1975. Com va assenyalar el Ministeri d'Afers exteriors del Govern de l'Índia l'Índia va assegurar São Tomé i Príncipe el seu suport en forma d'assistència al desenvolupament oficial, la cooperació tècnica i la capacitat de construcció per facilitar un desenvolupament econòmic i social ràpid de la seva gent. En aquest context, el Govern de l'Índia va anunciar una donació d'1 milió d'US $ per a la creació d'un centre de desenvolupament econòmic per al desenvolupament del sector de les PIME i d'una altra subvenció de 10 milions de rupies per satisfer les necessitats immediates en els sectors d'educació i salut. També es va acordar considerar favorablement una línia de crèdit de 5 milions de US $ per a projectes prioritaris en els camps de l'agricultura, el desenvolupament de capacitats i la infraestructura. Ambdós projectes han estat implementats. A l'octubre de 2010 es va donar maquinari d'ordinador al Govern de ST&P. Durant el mateix temps, 173 paquets de medicaments essencials va ser lliurats al Ministeri de Salut de ST&P com a gest de bona voluntat. Per la seva banda, la República de São Tomé i Príncipe ha anunciat el seu suport perquè a l'Índia se li atorgui un seient permanent en el Consell de Seguretat de les Nacions Unides i és el 47è país d'Àfrica en unir-se al Projecte de Xarxa e-Network Panafricana del Govern de l'Í.

## Portugal
Les relacions de São Tomé amb Portugal foren descrites com a "notables" en gener de 2011 durant una visita portuguesa al país. En 2009 l'antiga potència colonitzadora era, de lluny, l'importador més gran al país, amb gairebé el 59% de totes les importacions tenien el seu origen a Portugal.

## Corea del Sud
El 20 d'agost de 1988 es van establir relacions diplomàtiques entre la República de Corea i São Tomé i Príncipe, i en 2001 el comerç bilaterañ va ser de 74.479 $ d'exportacions i 40.381 $ d'importacions.

## Estats Units
Amb el desenvolupament de les reserves de petroli de São Tomé, les relacions diplomàtiques i militars amb els Estats Units han esdevingut estretes. En febrer de 2005, el vaixell de la US Navy USS Emory S. Land (AS-39) entrà en aigües d'Àfrica Occidental vora São Tomé per proporcionar assistència per a la seguretat i formació als serveis de seguretat locals.